# Nea (chanteuse)
Pour les articles homonymes, voir Néa (homonymie).
Anna Linnea Södahl, née le 17 septembre 1987 à Port Elizabeth, connue sous le nom de scène Nea, est une chanteuse et auteure-compositrice suédoise. 

## Biographie
Anna Linnea Södahl est née en Afrique du Sud de parents suédois qui vivaient sous couvert d'anonymat dans le pays pour aider à combattre la politique d'apartheid de l'époque. Elle déménage par la suite avec ses parents en Suède pour grandir dans la ville d'Alingsås,. 
Elle a travaillé avec plusieurs artistes tels que Zara Larsson, Tove Styrke, Tinie Tempah et Axwell. Elle a entre autres coécrit plusieurs chansons de Zara Larson, dont par exemple Lush Life en 2015 ou Don't Worry 'Bout Me en 2019,.
Sous le nom de scène « Nea », Linnea Södahl trouve le succès en tant que chanteuse en fin 2019 et début 2020 avec son premier single Some Say, dont le refrain est basé sur un échantillon de la chanson Blue (Da Ba Dee) d'Eiffel 65 sortie en 1999. Some Say a également été remixé par Felix Jaehn. Le single est devenu un succès à travers l'Europe, ce qui lui a valu un disque d'or en France ainsi qu'un disque de platine en Pologne, ayant atteint la première place du hit-parade polonais.

## Discographie

### EP
| Titre    | Détails                                                                                      |
| -------- | -------------------------------------------------------------------------------------------- |
| Some Say | - Sortie : 12 juin 2020 - Label : Milkshake, Sony Music - Format : Téléchargement, streaming |

### Singles
En tant qu'artiste principale
| Titre                                                               | Année | Meilleur classement | Meilleur classement | Meilleur classement | Meilleur classement | Meilleur classement | Meilleur classement | Meilleur classement | Meilleur classement | Meilleur classement | Meilleur classement | Meilleur classement | Certifications                                                                                         | Album/EP          |
| Titre                                                               | Année | SUE                 | NOR                 | DAN                 | ALL                 | AUS                 | AUT                 | FLA                 | WAL                 | FRA                 | P-B                 | SUI                 | Certifications                                                                                         | Album/EP          |
| ------------------------------------------------------------------- | ----- | ------------------- | ------------------- | ------------------- | ------------------- | ------------------- | ------------------- | ------------------- | ------------------- | ------------------- | ------------------- | ------------------- | --- | ----------------- |
| Some Say                                                            | 2019  | 12                  | 6                   | 4                   | 15                  | 13                  | 9                   | 4                   | 1                   | 14                  | 5                   | 5                   | - ARIA : Platine - BEA : Platine - BVMI : Or - IFPI DK : Platine - SNEP : Platine - ZPAV : 2 × Platine | Some Say          |
| Dedicated                                                           | 2020  | —                   | —                   | —                   | —                   | —                   | —                   | —                   | —                   | —                   | —                   | —                   | | Some Say          |
| TG4M                                                                | 2020  | 86                  | —                   | —                   | —                   | —                   | —                   | —                   | —                   | —                   | —                   | —                   | | Single uniquement |
| Diablo (feat. Nio García)                                           | 2020  | —                   | —                   | —                   | —                   | —                   | —                   | —                   | 80                  | —                   | —                   | —                   | | Single uniquement |
| Don't Deserve This (avec Sandro Cavazza)                            | 2021  | —                   | —                   | —                   | —                   | —                   | —                   | —                   | —                   | —                   | —                   | —                   | |                   |
| « — » indique que le single n'est pas sorti ou classé dans le pays. |       |                     |                     |                     |                     |                     |                     |                     |                     |                     |                     |                     | |                   |

En featuring
| Titre                                                  | Année | Meilleur classement | Meilleur classement | Meilleur classement | Album             |
| Titre                                                  | Année | ALL                 | AUT                 | WAL                 | Album             |
| ------------------------------------------------------ | ----- | ------------------- | ------------------- | ------------------- | ----------------- |
| Chasing Flies (Tinie Tempah feat. Nea)                 | 2017  | —                   | —                   | —                   | Youth             |
| This City (en) (Sam Fischer (en) feat. Nea)            | 2020  | —                   | —                   | —                   | Single uniquement |
| No Therapy (Felix Jaehn feat. Nea et Bryn Christopher) | 2020  | 31                  | 66                  | 74                  | Single uniquement |

### Clips vidéos
| Titre     | Année | Réalisateur         |
| --------- | ----- | ------------------- |
| Some Say  | 2019  | Leo Adef            |
| Dedicated | 2020  | Martin Roeck Hansen |

## Distinctions
| Année | Organisateur(s)  | Prix                                 | Résultat   |
| ----- | ---------------- | ------------------------------------ | ---------- |
| 2020  | NRJ Music Awards | Révélation internationale de l'année | Nomination |